# Corrispondenza biunivoca

Un esempio di funzione biiettiva

In matematica una corrispondenza biunivoca tra due insiemi {\displaystyle X} e {\displaystyle Y}  è una relazione binaria tra {\displaystyle X} e {\displaystyle Y}, tale che ad ogni elemento di {\displaystyle X} corrisponda uno ed un solo elemento di {\displaystyle Y}, e viceversa ad ogni elemento di {\displaystyle Y} corrisponda uno ed un solo elemento di {\displaystyle X}. In particolare, la corrispondenza biunivoca è una relazione di equivalenza.
Lo stesso concetto può anche essere espresso usando le funzioni. Si dice che una funzione
{\displaystyle f\colon X\to Y}
è biiettiva se per ogni elemento {\displaystyle y} di {\displaystyle Y} vi è uno e un solo elemento {\displaystyle x} di {\displaystyle X} tale che {\displaystyle f(x)=y}.
Una tale funzione è detta anche biiezione, bigezione, funzione bigettiva o funzione biunivoca.

## Proprietà

### Iniettività e suriettività
Una funzione {\displaystyle f\colon X\to Y} è biiettiva se e solo se è contemporaneamente iniettiva e suriettiva, cioè se soddisfa le seguenti condizioni:
1. {\displaystyle a_{1}\neq a_{2}} implica {\displaystyle f(a_{1})\neq f(a_{2})} per ogni {\displaystyle a_{1}}, {\displaystyle a_{2}} scelti in {\displaystyle X};
2. {\displaystyle \forall y\in Y\,\exists x\in X} tale che {\displaystyle f(x)=y}, cioè ogni elemento del codominio è immagine di un elemento del dominio.

### Invertibilità
- Una funzione {\displaystyle f\colon X\to Y} è biiettiva se e solo se è invertibile, cioè se e solo se esiste una funzione {\displaystyle g\colon Y\to X} tale che la funzione composta {\displaystyle fg} venga a coincidere con la funzione identità su {\displaystyle Y} e che la funzione {\displaystyle gf} coincida con l'identità su {\displaystyle X}. La funzione {\displaystyle g} se esiste è unica, viene chiamata funzione inversa di {\displaystyle f} e denotata con {\displaystyle f^{-1}}.

### Composizione
- La composizione {\displaystyle g\circ f\colon X\to Z} di due funzioni biiettive {\displaystyle f\colon X\to Y} e {\displaystyle g\colon Y\to Z} è ancora biiettiva.

### Corrispondenza biunivoca per insiemi finiti
- Se {\displaystyle X} e {\displaystyle Y} sono insiemi finiti, si può costruire una biiezione tra {\displaystyle X} e {\displaystyle Y} se e solo se essi hanno la stessa cardinalità. In tale caso, inoltre, ogni funzione {\displaystyle f\colon X\to Y} iniettiva o suriettiva è anche biiettiva.[2]